# Enterprise (NX-01)
A Enterprise (NX-01) é uma nave espacial fictícia, constante do universo ficcional da franquia Star Trek.

## Características
Primeira nave de sua classe, a NX-01 Enterprise é a primeira nave construída pela humanidade capaz de atingir dobra espacial 5. Ela foi desenvolvida para a exploração, apesar de ter inovações tecnológicas como os canhões faser (Phaser Cannons) e ter sido empregada em diversas missões com fortes características bélicas (como por exemplo em 2154 quando foi designada para salvar a Terra da ameaça dos Xindi).
A NX-01 entrou em operação em 2151 com a missão de levar um klingon ferido ao seu mundo natal, Qo'nos. Durante a viagem, a nave se depara com os Suliban, que se tornam a primeira ameaça da nova série da franquia Star Trek. Partindo em 20/04/51 da Terra, a NX-01 passa por Axanar em 6/5, Coridan em 1/10 chegando em Risa em 18/2/52.
Na Enterprise occoreram fatos históricos importantes: foi a primeira nave a ter na tripulação uma oficial vulcana (Sub-Comandante T'Pol); nela ocorreu a primeira gravidez de um macho humano e foi a primeira nave a ser equipada com o famoso Teletransporte (que na época era temido devido à grande desconfiança com relação à segurança de seu uso). 
Sua desativação ocorreu em 2161 por ocasião da criação da Federação dos Planetas Unidos. Posteriormente, o prefixo NX passou a ser usado para designar protótipos, que em geral recebem o nome de sua classe (como por exemplo a NX-74205 Defiant).